# Gỗ mít

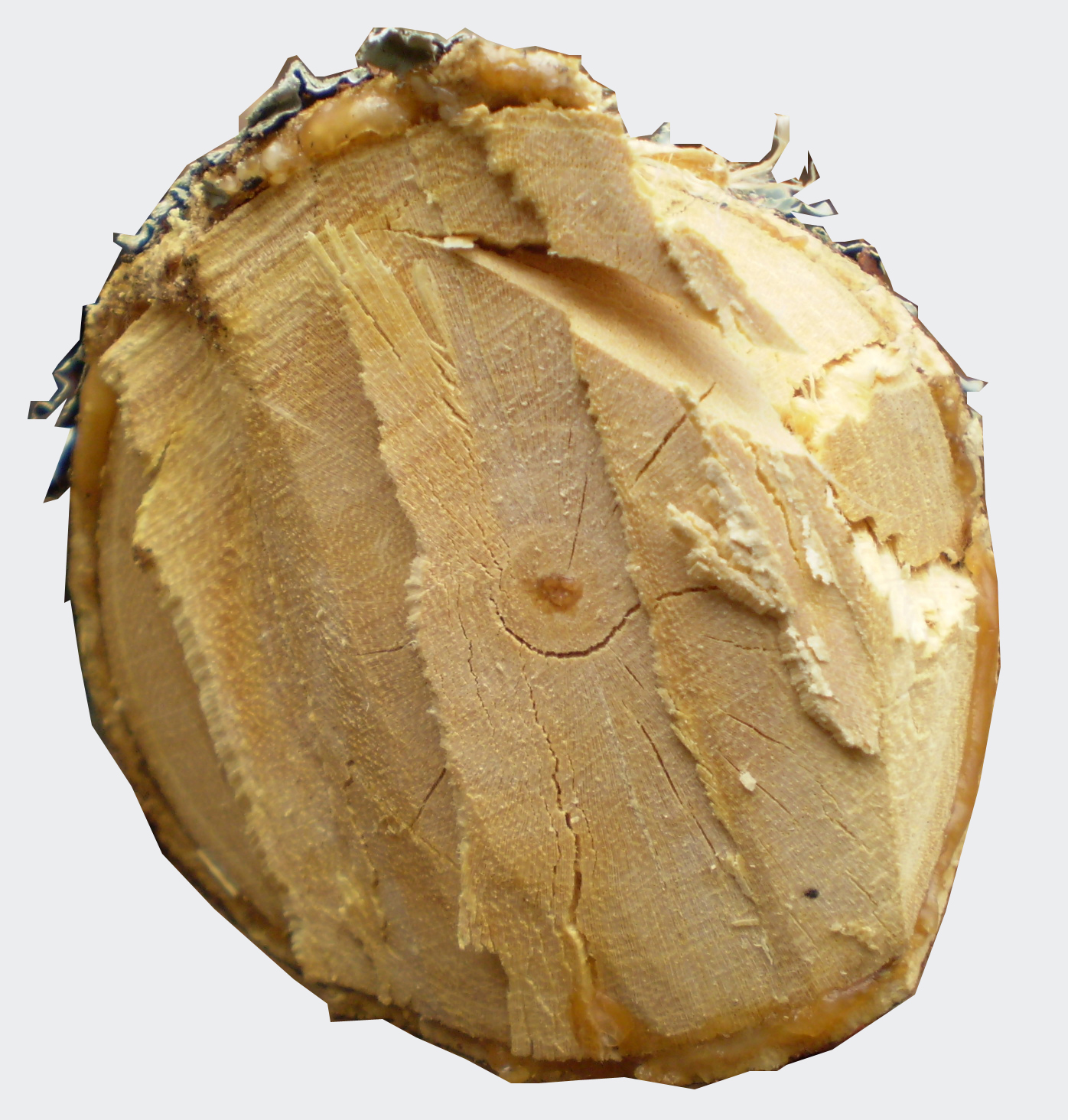
Mặt cắt gỗ mít

Gỗ mít là một loại gỗ từ cây mít. Gỗ này thường được sử dụng rộng rãi trong việc tạc tượng Phật nói riêng và tượng thờ nói chung. Nguyên nhân là vì loại gỗ này chống mối mọt và không chịu nhiều tác động của nước, lại dễ kiếm và không đắt như các loài gỗ quý khác.
Gỗ mít là một loại gỗ có tính chất cơ lý ổn định,không cong vênh, ít bị mối mọt. Gỗ có màu vàng sáng, để lâu ngả thành màu đỏ sẫm. Gỗ mít có mùi thơm nhẹ, mềm, dẻo. Gỗ mít được dùng rộng rãi trong đời sống như làm tượng Phật, đồ thủ công mỹ nghệ, các sản phẩm nội thất khác. Hiện nay gỗ mít đang ngày càng khan hiếm, chủ yếu được khai thác từ các vùng rừng núi tây bắc, Trung Bộ và nước Lào.